# Fontaine de la Sellaria
La Fontaine della Sellaria ou Selleria est une fontaine publique baroque, située sur la piazzetta del Grande Archivio à Naples. Elle a été commanditée en 1649, d'Onofrio Antonio Gisolfi par Íñigo Vélez de Guevara pour commémorer la suppression un an plus tôt de l'éphémère République Napolitaine.

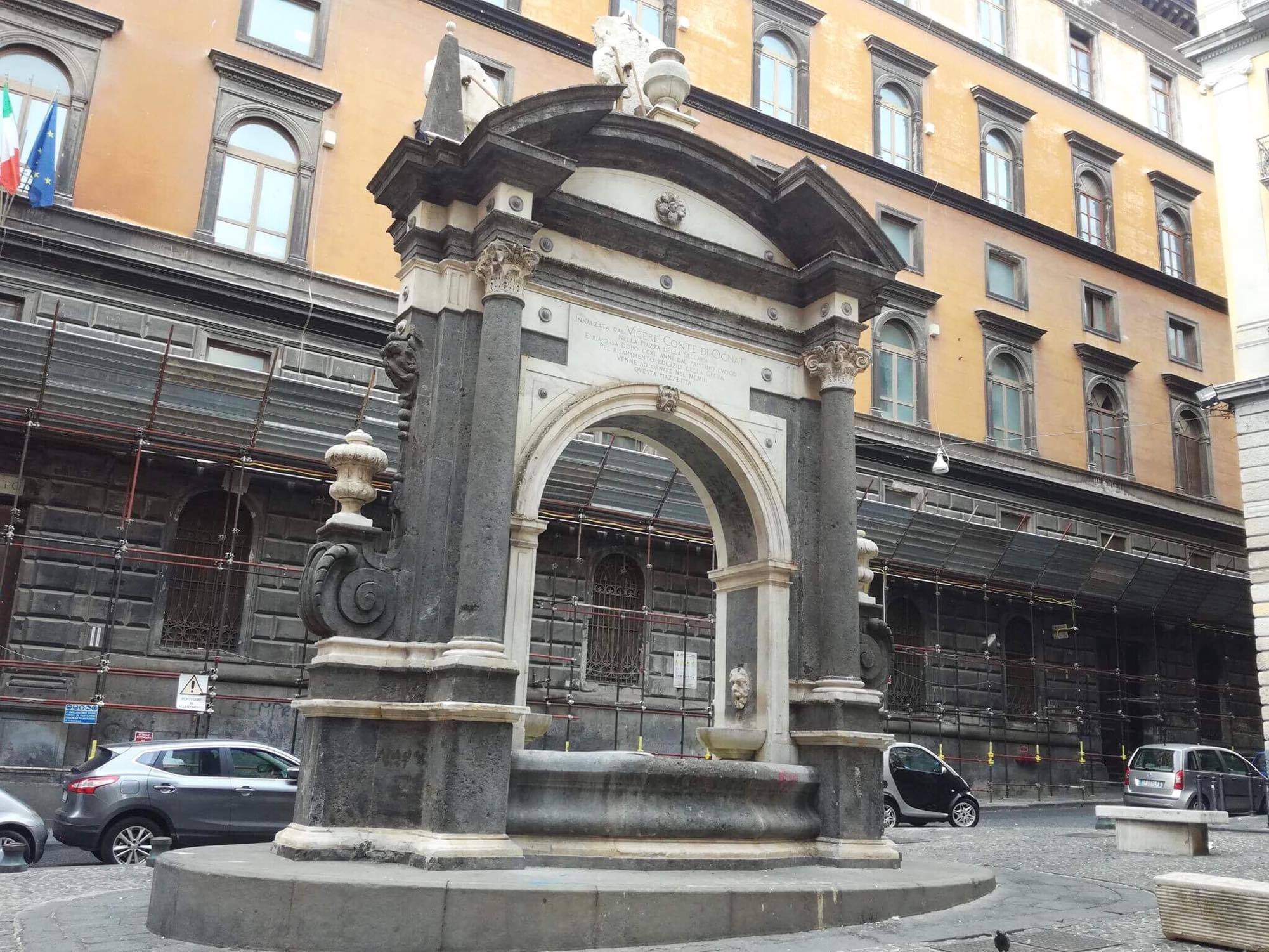
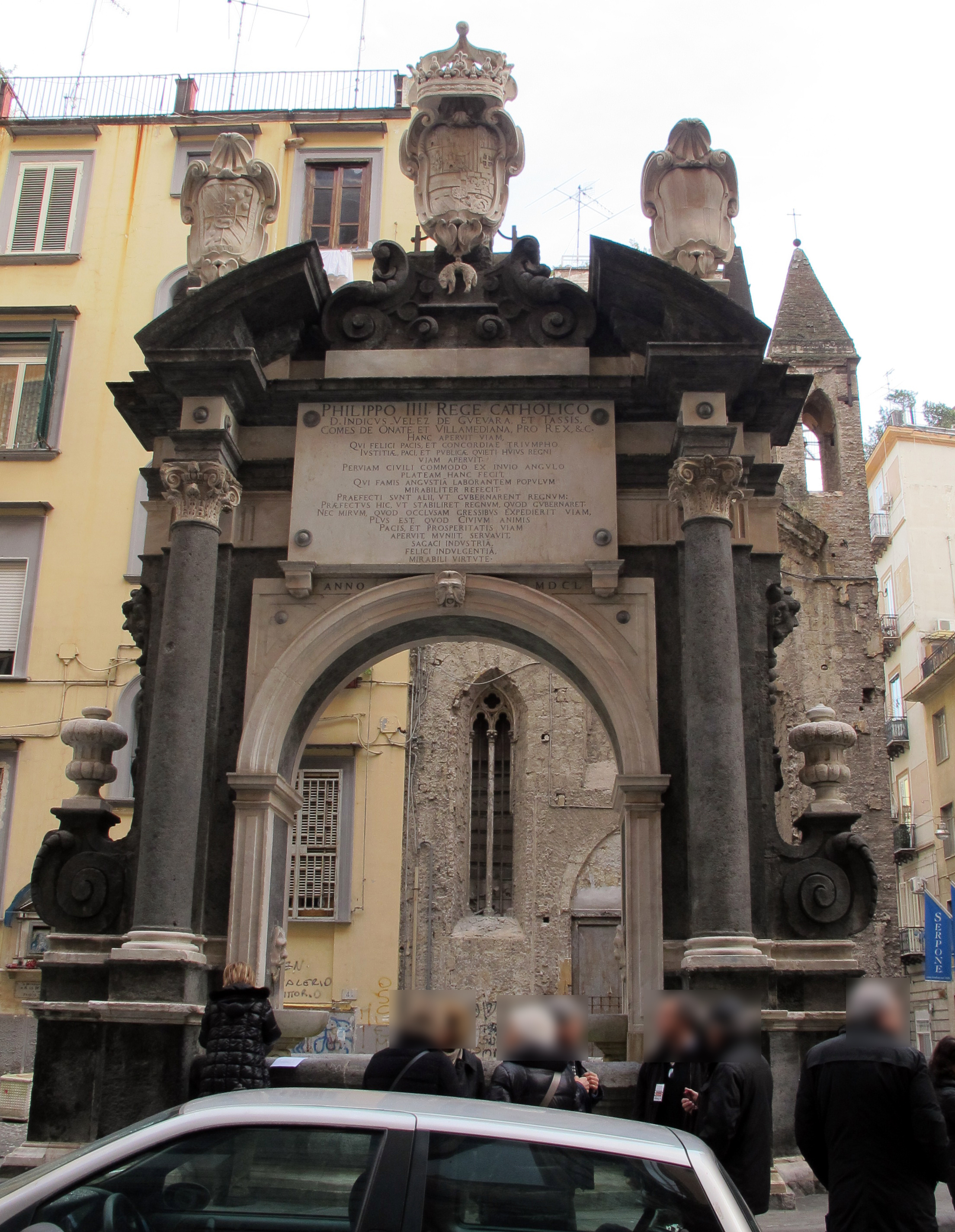

## Liens connexes
- Liste des fontaines de Naples
- Baroque napolitain